# Хаккерт, Ян
Ян Хаккерт, или Иоханнес (Янс) Хаккерт (нидерл. Jan, Johannes, Jansz Hackaert; 1 февраля 1628, Амстердам — 1699, Амстердам) — голландский живописец, рисовальщик и гравёр Золотого века Нидерландов. Один из видных представителей голландской пейзажной живописи XVII века. Романист. Мастер идеализированных пейзажей.

## Жизнь и творчество
Биографических сведений о художнике сохранилось крайне мало. Известно, что его родители переехали из Антверпена в Амстердам в 1625 году и что Ян крещён 1 февраля 1628 года в Новой церкви.
В дальнейшем художник жил и работал в Амстердаме. В 1653—1658 годах Хаккерт путешествовал по Германии и Швейцарии. Он выполнил ряд топографических рисунков, предназначенных для атласа амстердамского коллекционера Лоренса ван дер Хема. Ранее считалось, что Ян Хаккерт путешествовал также по Италии: был в Урбино и Фоссомброне, на Апеннинах, на Тразименском озере, в Перудже, Ассизи, Тиволи и Сорренто. Однако, с учётом документальных данных в целом маловероятно, что он действительно был в Италии, хотя многие из его пейзажей относят к так называемому итальянизирующему стилю, или романизму. Так, например, среди его самых известных произведений — пейзаж «Цюрихское озеро», которое долгое время ошибочно принимали за итальянское. Ян Хаккерт был женат на Катрине Антонес, их сын умер в 1652 году.
Фигуры людей и животных в пейзажах Хаккерта часто писали другие художники, в частности Адриан Ван де Велде, Николас Питерс Берхем и Иоганн Лингельбах. Сам Хаккерт писал пейзажный фон на картинах других художников, таких как Николас Берхем.
Ян Хаккерт считается последователем Яна Асселина и Яна Бота. В свою очередь, он оказал влияние на Фредерика де Мушерона.
Лучшие из его произведений находятся в амстердамском Рейксмюсеуме («Ясеневая аллея» с фигурой А. Ван де Велде, «Гористый ландшафт»), в коллекции Лихтенштейна, мюнхенской Старой пинакотеке, в музее Истории искусств в Вене, в Копенгагенской, Франкфуртской и Дрезденской галереях («Охотники в парке») и других. В санкт-петербургском Эрмитаже имеется картина художника «Охота на оленя».
Кроме живописных картин, Ян Хаккерт оставил значительное количество карандашных рисунков и акварелей и шесть офортов в манере Антони Ватерло.

## Галерея

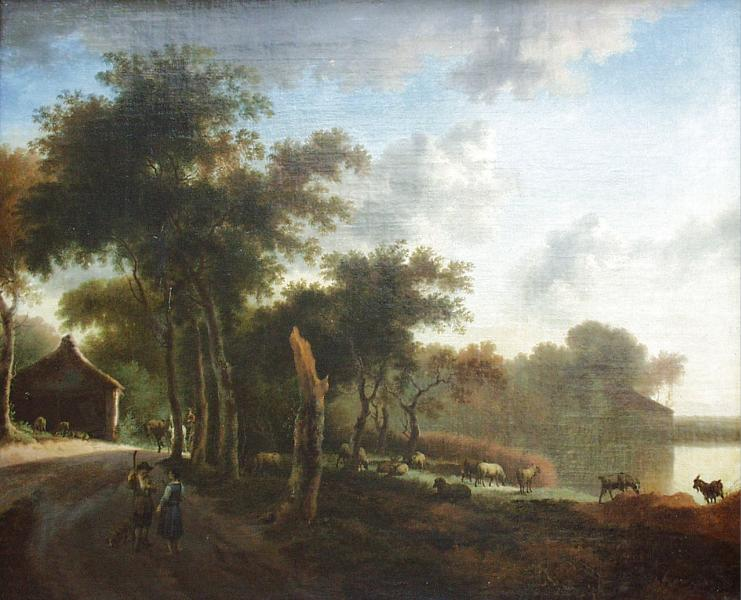
Пейзаж с пастухами. Ок. 1660. Холст, масло. Музей Бредиуса, Гаага
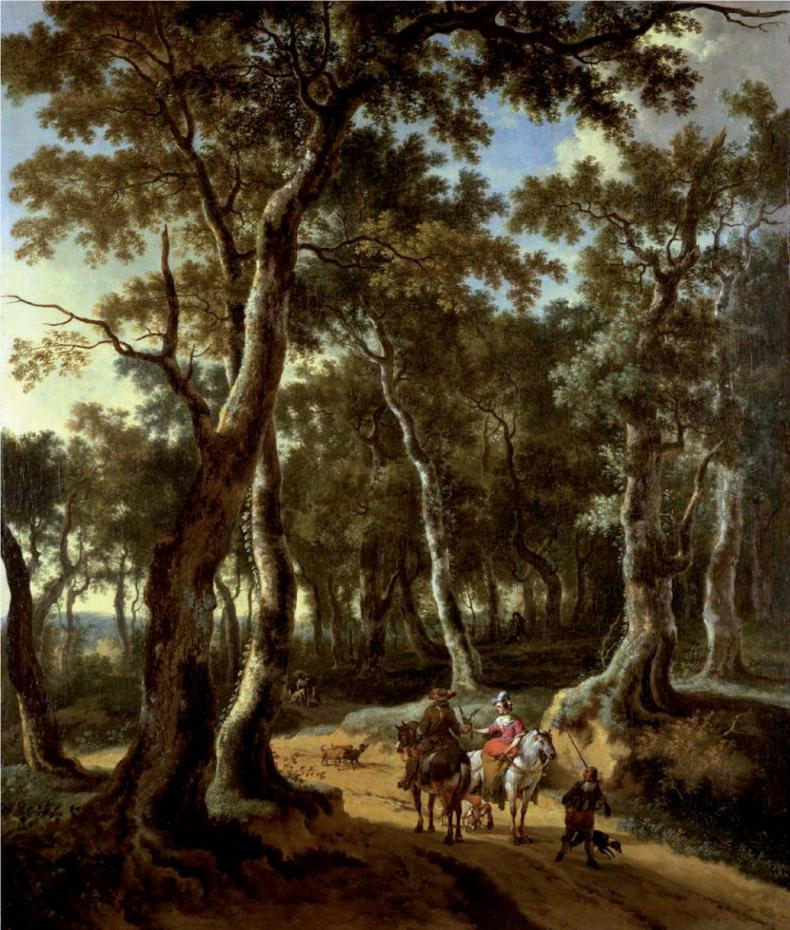
Вечерний пейзаж. Ок. 1660. Холст, масло. Частное собрание
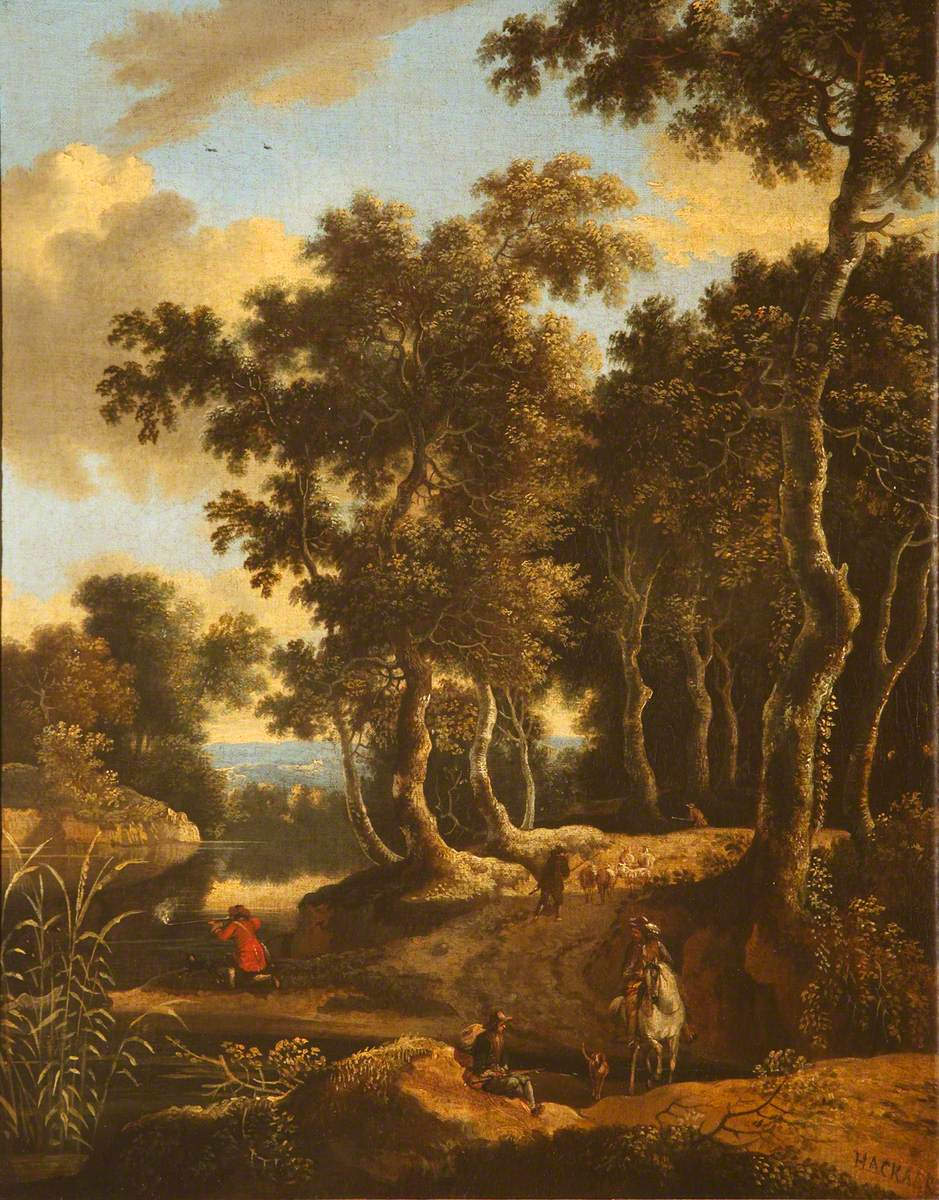
Лесной пейзаж. Между 1648 и 1685. Холст, масло. Национальный фонд, Великобритания
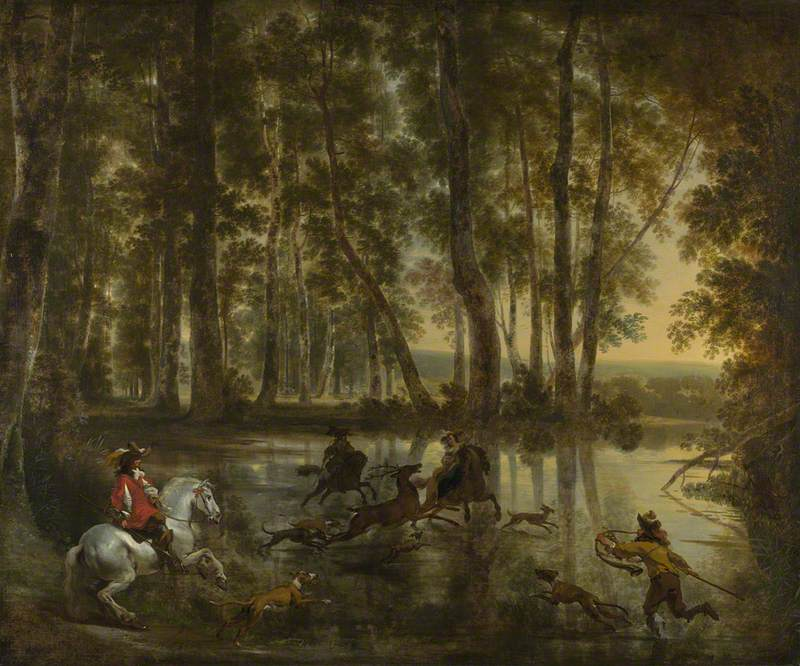
Охота на оленя в лесу. Между 1658 и 1662. Холст, масло. Национальная галерея, Лондон
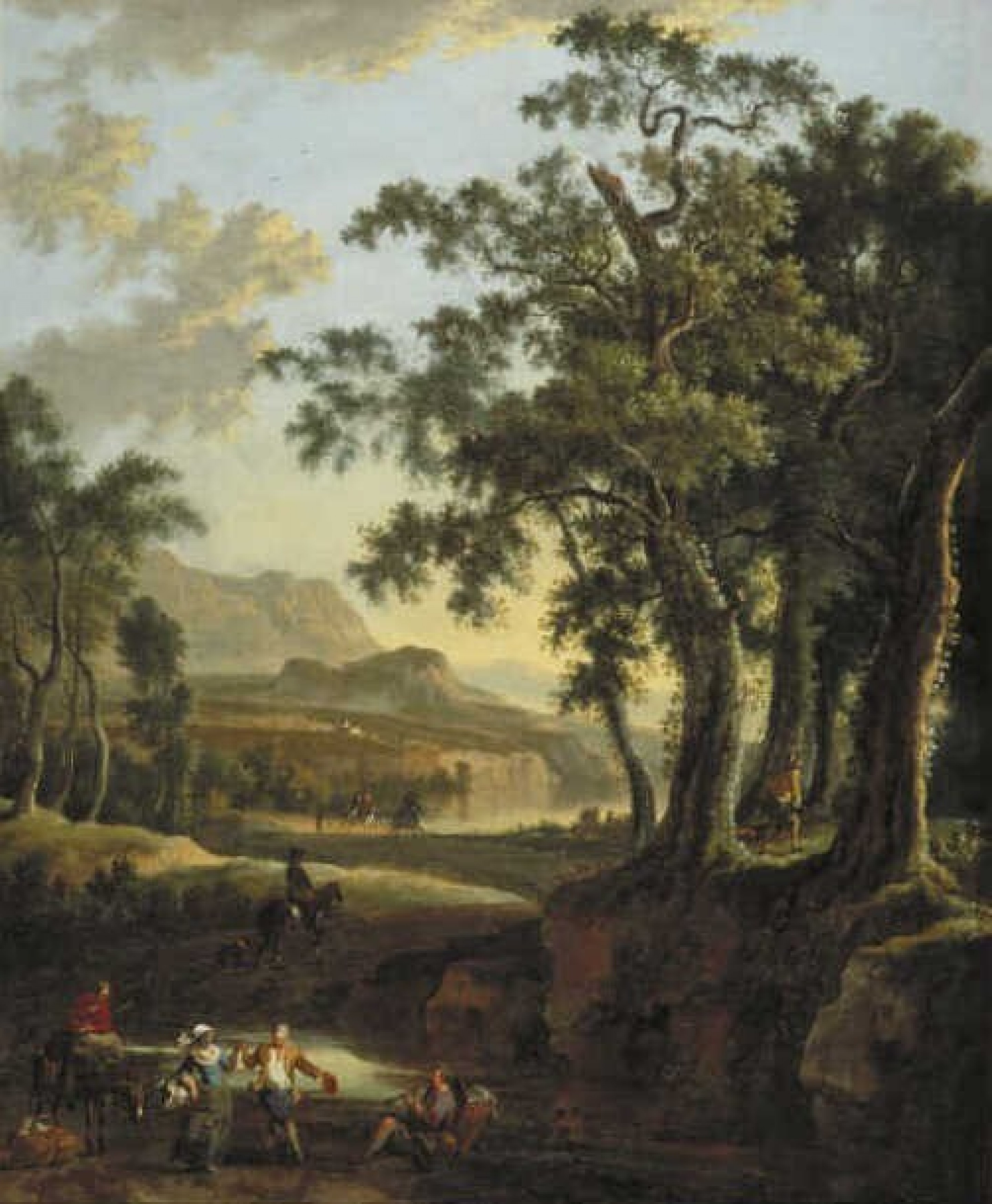
Итальянизированный пейзаж вечером с танцующей парой. Между 1643 и 1674. Холст, масло. Музей Бойманса-ван Бёнингена, Роттердам
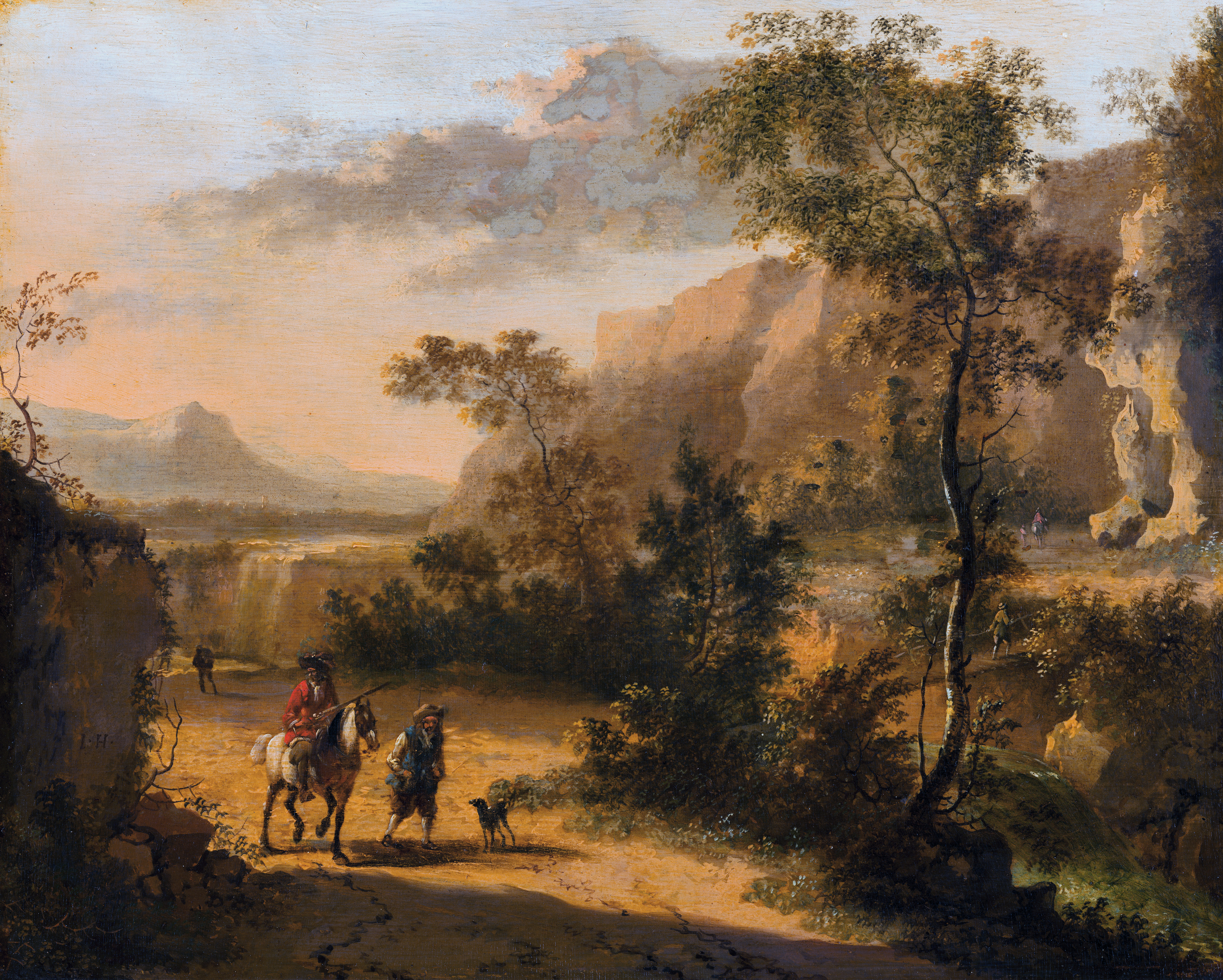
Итальянский пейзаж. Между 1643 и 1685. Дерево, масло. Маурицхёйс, Гаага
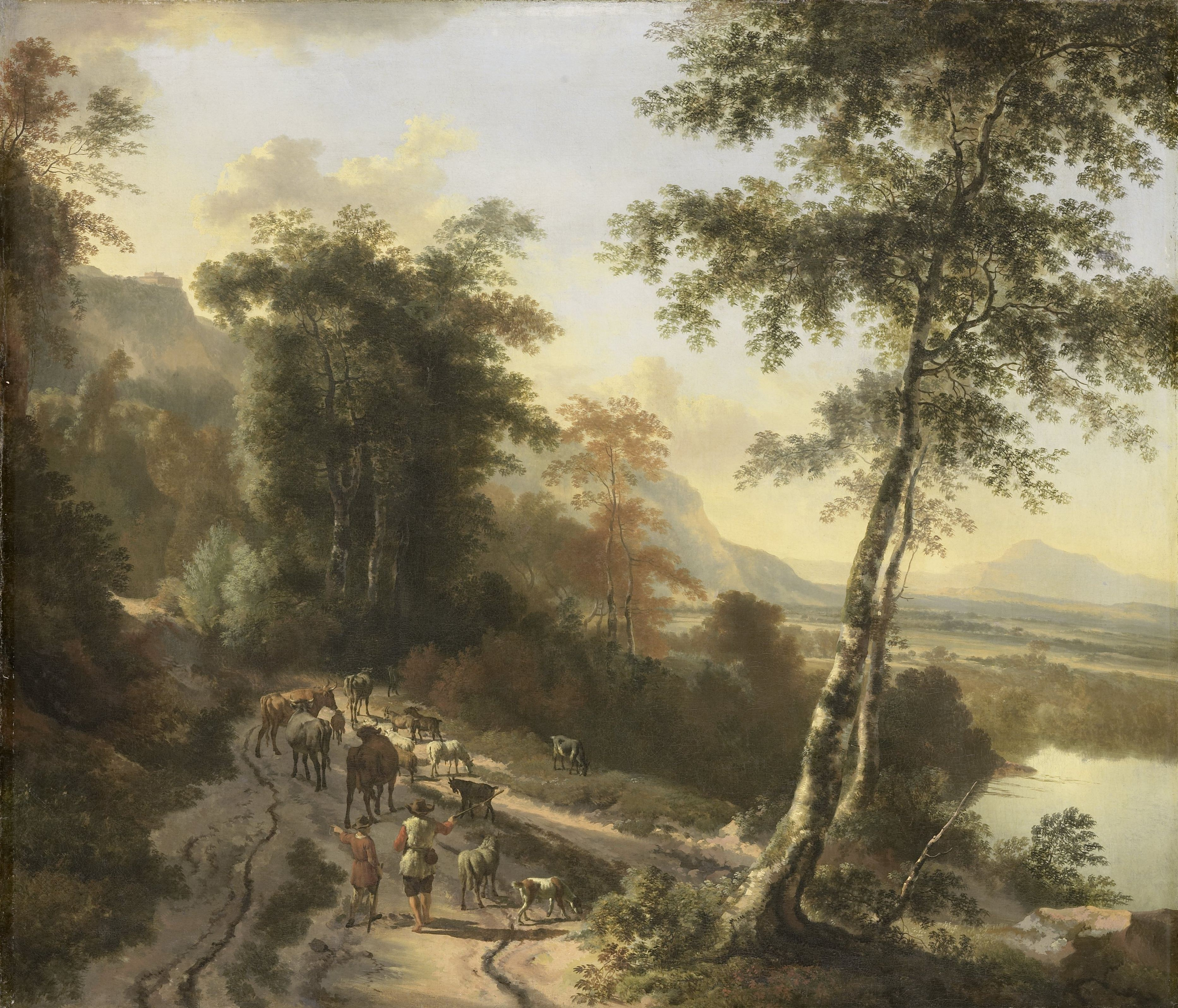
Пейзаж с погонщиками. Между 1660 и 1685. Холст, масло. Рейксмюсеум, Амстердам